# Blaž Slišković
Blaž Slišković est un footballeur international yougoslave d'origine bosnienne, né le 30 mai 1959 à Mostar (Bosnie-Herzégovine, Yougoslavie), désormais reconverti en entraîneur.

## Biographie
International yougoslave (26 sélections et 3 buts entre 1978 et 1986), Blaž Slišković joue, entre autres, à Rennes, Lens, Marseille, et Hajduk Split. 
Il porte aussi les couleurs du club de Pescara, dans le championnat d'Italie.
À partir de 2002, Blaž Slišković est l'entraîneur de l'équipe de Bosnie-Herzégovine, avant d'être remercié par sa fédération en novembre 2006.

## Palmarès

### Joueur
- Vainqueur de la Coupe de Yougoslavie en 1981 avec le Velež Mostar et en 1984 avec Hajduk Split.
- Finaliste de la Coupe de France en 1987 avec l'Olympique de Marseille.

### Entraîneur
- Championnat de Bosnie-Herzégovine en 2017 et 2018 avec Zrinjski Mostar